# Робертсон, Пегги
Маргарет Робертсон (урождённая Сингер; 13 сентября 1916 – 6 февраля 1998) — личная ассистентка Альфреда Хичкока с 1940-х по 1970-е годы. Работала над его фильмами «Под знаком Козерога» (1948) и «Страх сцены» (1950), затем во время работы над «Головокружением» (1958) вошла в постоянную команду режиссёра и работала после над всеми остальными его фильмами.

## Ранние годы
Маргарет Сингер (по прозвищу «Пегги») родилась в Лондоне, Англия, в семье Адольфа Сингера и бывшей Глэдис Фоллик. 

## Карьера
Робертсон впервые встретила Хичкока в 1948 году на киностудии Denham Film Studios в Лондоне и переехала в MGM-British Studios в Борхэмвуде, чтобы помочь Хичкоку в постановке фильма «Под знаком Козерогом» (1949). Она помогала разрешать конфликты между Хичкоком и актрисой Ингрид Бергман.
После закрытия обязательств в других проектах она стала постоянным членом производственного персонала Хичкока, начиная с фильма «Головокружение», и «оказалась значительной силой», оказавшей влияние на «картинку» и звук более поздних фильмов Хичкока. Робертсон была де-факто ассоциированным продюсером Хичкока, хотя никогда не значилась таковой.
Хичкок полагался на Робертсон, чтобы просеять предполагаемый материал для фильмов, и, прочитав положительную рецензию Энтони Буше на роман «Психоз» в его колонке «Преступники на свободе», Робертсон решила показать книгу Хичкоку, несмотря на то, что на студии Paramount Pictures уже отвергли его предложение поставить фильм. Хичкок приобрёл права на роман за 9 500 долларов и, как сообщается, приказал Робертсон скупить все его копии, чтобы сохранить интригу в тайне.
Позже она работала ассоциированным продюсером на нескольких фильмах Питера Богдановича, включая «Маску» (1985).

## Личная жизнь
Пегги Сингер вышла замуж за канадского кинорежиссёра Дугласа Робертсона.

## Смерть
Она овдовела в 1983 году и умерла в 1998 году в возрасте 81 года в Гостипале кино и телевидения в Вудленд-Хиллз, Калифорния, после продолжительной болезни. У неё осталась сестра Хейзел Сингер.

## Наследие
Роль Робертсон сыграла актриса Тони Коллетт в биографическом фильме 2012 года «Хичкок».